# Buddy Bell
Pour les articles homonymes, voir Bell.
David Gus « Buddy » Bell (né le 27 août 1951 à Pittsburgh, Pennsylvanie, États-Unis) est un joueur américain de baseball. Il fut joueur des Ligues majeures de baseball de 1972 à 1998.
De 1979 à 1984, il gagne 6 fois de suite le Gant doré du meilleur joueur de troisième but défensif de la Ligue américaine, reçoit en 1984 le Bâton d'argent du meilleur troisième but offensif, et honore cinq sélections aux matchs des étoiles (1973, 1980, 1981, 1982, 1984). Il connaît ses meilleures saisons et remporte la plupart de ses distinctions chez les Rangers du Texas de 1979 à 1985, mais il évolue aussi pour les Indians de Cleveland de 1972 à 1978, les Reds de Cincinnati de 1985 à 1988, les Astros de Houston en 1988, avant de terminer sa carrière chez les Rangers en 1989.
Devenu manager, il dirige les Tigers de Détroit de 1996 à 1998, les Rockies du Colorado de 2000 à 2002, et les Royals de Kansas City de 2005 à 2007.

## Carrière

### Joueur
Buddy Bell joue avec les Redhawks de Miami et les Xavier Musketeers lors de ses études universitaires. Repêché par les Indians de Cleveland en juin 1969, il passe près de trois ans en ligues mineures avant de débuter en Ligue majeure le 15 avril 1972. Il joue la saison 1972 comme champ extérieur en raison de la présence dans l'effectif du solide joueur de troisième but Graig Nettles. Dès 1973, Bell s'impose à ce poste de troisième base : première sélection au match des étoiles, et titre de joueur de l'année des Indians[réf. nécessaire].
Bell est échangé aux Rangers du Texas le 8 décembre 1978. Bell gagne six Gants dorés et quatre nouvelles sélections au match des étoiles après son départ des Indians.

### Manager
Sa carrière de joueur achevée, Bell entame une carrière d'entraîneur, alternant les postes de manager et d'instructeur.